# سباستيان بيريز (لاعب كرة قدم)
سباستيان بيريز (بالإسبانية: Sebastián Píriz)‏ هو لاعب كرة قدم أوروغواياني في مركز الوسط، ولد في 4 مارس 1990 في مونتيفيديو في الأوروغواي. لعب مع بنيارول وتيغري ونادي دانوبيو.

## وصلات خارجية
- سباستيان بيريز (لاعب كرة قدم) على موقع قاعدة بيانات كرة القدم.إي يو (الإنجليزية)
- سباستيان بيريز (لاعب كرة قدم) على موقع Soccerway.com (الإنجليزية)